# الکس الی
الکس الی (اوکراینی: Олександр (Олесь) Ілай؛ ۹ فوریهٔ ۱۹۳۸ – ۲۸ سپتامبر ۲۰۲۱) بازیکن و مربی فوتبال اهل ایالات متحده آمریکا بود.
از باشگاه‌هایی که در آن بازی کرده‌است می‌توان به باشگاه فوتبال سانتوس اشاره کرد.
وی همچنین در تیم ملی فوتبال ایالات متحده آمریکا بازی کرده‌است.
وی در مسابقات کشوری و بین‌المللی در مجموع برندهٔ ۱ مدال برنز شده‌است.